# Markus Walker
Markus Walker Andersen (* 23. November 2006) ist ein dänischer Fußballspieler.
Er spielt auf der Position des Innenverteidigers, kann aber auch auf beiden Außenbahnen eingesetzt werden. Vereinsmäßig spielt Walker beim FC Nordsjælland, zudem ist er Nachwuchsnationalspieler Dänemarks.

## Karriere

### Verein
Markus Walker kam im Alter von zehn Jahren von Dragør Boldklub zum FC Nordsjælland und erhielt dort im Sommer 2024 einen Vertrag. Er gab am 23. Februar 2025 beim 3:2-Sieg gegen SønderjyskE im Alter von 18 Jahren sein Profidebüt in der Superliga. Es war Walkers einziger Einsatz in der regulären Saison, an dessen Ende die Qualifikation für die Meisterrunde stand. In dieser kam er lediglich am letzten Spieltag bei der 0:3-Niederlage beim FC Kopenhagen zum Einsatz.

### Nationalmannschaft
Markus Walker ist dänischer Nachwuchsnationalspieler und kam sowohl für die U18-Nationalmannschaft als auch für die U19 zum Einsatz. Er nimmt mit der U19-Nationalelf an der Europameisterschaft 2025 in Rumänien teil.